# Ptilope de Clémentine
Ptilinopus porphyraceus
Espèce
Statut de conservation UICN

 LC  : Préoccupation mineure
Le Ptilope de Clémentine (Ptilinopus porphyraceus) est une espèce d’oiseaux appartenant à la famille des Columbidae.
Son nom est attribué à la brigantine La Clémentine de Jules Dudoit.

## Répartition et sous-espèces
Selon la classification de référence du Congrès ornithologique international (15.1, 2025) il se répartit en deux sous-espèces :
- P. p. porphyraceus (Temminck, 1821) — Fidji, Tonga et Niue ;
- P. p. fasciatus Peale, 1848 — îles Samoa.